# Uftjuga (Kokschenga)
Die Uftjuga (russisch У́фтюга) ist ein linker Nebenfluss der Kokschenga in der Oblast Wologda in Nordwestrussland. 
Die Uftjuga entspringt in einem Sumpfgebiet 25 km nordnordöstlich von Totma im Rajon Totma. 
Sie fließt anfangs nach Norden, wendet sich später nach Westen.
Sie mündet schließlich 2 km nordwestlich von Tarnogski Gorodok in die nach Norden strömende Kokschenga.
Die Uftjuga hat eine Länge von 124 km. Sie entwässert ein Areal von 1060 km². 